# Vanessa Hudgens
Vanessa Anne Hudgens (Salinas, California, 14 de diciembre de 1988) es una cantante, actriz, modelo, compositora y diseñadora de moda estadounidense. Después de hacer su debut cinematográfico en Thirteen (2003), Hudgens saltó a la fama interpretando a Gabriella Montez en la serie de películas High School Musical (2006-2008), que le valió un importante éxito en los principales medios y varias nominaciones a los premios Teen Choice Awards y Nickelodeon Kids' Choice Awards. El éxito de la primera película llevó a Hudgens a adquirir un contrato de grabación con Hollywood Records, con quien lanzó dos álbumes de estudio, V (2006) e Identified (2008).
Desde el lanzamiento de sus álbumes de estudio y la franquicia High School Musical, Hudgens se ha centrado en su carrera como actriz. Apareció en las películas Bandslam (2009), Beastly, Sucker Punch (ambas de 2011), Journey 2: The Mysterious Island, Spring Breakers (ambas de 2012), Second Act (2018), Bad Boys for Life (2020) y Tick, Tick... Boom! (2021). Protagonizó las películas navideñas de Netflix The Princess Switch (2018), sus secuelas The Princess Switch: Switched Again (2020) y The Princess Switch 3: Romancing the Star (2021) y The Knight Before Christmas (2019), y coprodujo las últimas tres.
Hudgens interpretó el papel de Emily Locke en la serie de NBC Powerless (2017). También interpretó el papel principal en el musical de Broadway Gigi (2015) y tuvo papeles en dos de las producciones musicales en vivo de Fox: Rizzo en Grease: Live (2016) y Maureen Johnson en Rent: Live (2019). En 2022, Hudgens coorganizó la Met Gala en Manhattan.

## Biografía y carrera artística

### 1988-2004: Primeros años de vida e inicios de su carrera como actriz
Vanessa Anne Hudgens nació el 14 de diciembre de 1988 en Salinas, California. Es hija de Gregory Hudgens, un exbombero estadounidense-irlandés y Gina Guangco, una empresaria filipina. Su padre, Gregory murió de cáncer el 30 de enero de 2016 en Los Ángeles, California. Hudgens creció entre Oregón y California. Tiene una hermana menor llamada Stella.
A partir de 1998, Hudgens actuó en teatro musical como cantante y apareció en producciones locales de Carousel, The Wizard of Oz, The King and I, The Music Man y Cinderella, entre otras. Dos años después de su carrera en obras de teatro y musicales, comenzó a hacer audiciones para comerciales y programas de televisión, y su familia se mudó a Los Ángeles después de que ganó un papel en un comercial de televisión. Comenzó su carrera como actriz a los 15 años y asistió brevemente a la Orange County High School of the Arts, seguida de educación en el hogar con tutores.
Hudgens tuvo su primer papel como actriz en un episodio de la comedia de situación Still Standing, que se emitió en CBS en 2002, en el que interpretó a Tiffany. Más tarde ese año, actuó como invitada en un episodio de la serie Robbery Homicide Division, que se transmite por CBS. Hudgens hizo su debut teatral en la película dramática Thirteen de 2003, en el papel secundario de Noel. La película, que giraba en torno a la adolescente Tracy tratando de encajar y quedando atrapada en la multitud equivocada, fue un éxito comercial, recaudando $10 millones en todo el mundo. A pesar de su pequeño éxito comercial, la película recibió críticas positivas. USA Today calificó a Thirteen como la más «poderosa de todas las sagas recientes de jóvenes descarriados». Posteriormente, Hudgens obtuvo un papel en la película de ciencia ficción y aventuras Thunderbirds de 2004, basada en la serie de televisión de la década de 1960. Hudgens interpretó el personaje de Tintin. La película fue un fracaso comercial y fue fuertemente criticada por «abandonar los conceptos originales».

### 2005-2008:High School Musicaly música

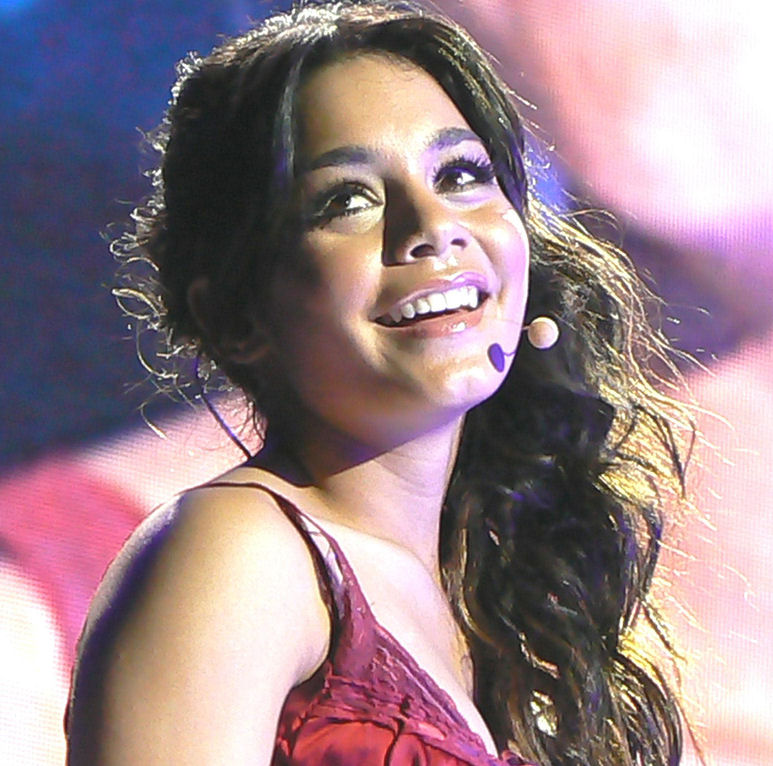
Hudgens actuando en el High School Musical: The Concert en 2007.

En enero de 2006, Hudgens interpretó a Gabriella Montez, uno de los papeles principales en la película original de Disney Channel High School Musical. La película vio a Hudgens interpretando a la chica nueva en la escuela secundaria que se enamora del capitán del equipo de baloncesto. Más tarde, los dos revelan una pasión por el canto y hacen una audición para la obra escolar juntos. Hudgens protagonizó junto a Zac Efron y Ashley Tisdale, con el primero de los cuales se asoció durante el proceso de audición debido a su «química». Fue la película más vista de Disney Channel ese año con 7,7 millones de espectadores en su transmisión de estreno en los Estados Unidos, hasta el estreno en agosto de The Cheetah Girls 2, que logró 8,1 millones de espectadores. Para la película, Hudgens grabó numerosas canciones que tuvieron éxito comercial. La canción «Breaking Free», un dúo con Zac Efron, se convirtió en el puesto más alto de Hudgens en el Billboard Hot 100 de Estados Unidos en el número 4 y en el número 9 en el Reino Unido. Por su papel en la película, Hudgens alcanzó la fama mundial y recibió varias nominaciones a premios entre ellos en los Premios Emmy, los Teen Choice Awards y los Nickelodeon Kids' Choice Awards. Tras el éxito de la película, Hudgens lanzó su álbum de estudio debut, V, el 26 de septiembre de 2006. Vendió 34.000 copias en su primera semana y debutó en el número 24 en la lista Billboard 200 de Estados Unidos. En febrero de 2007, el álbum fue certificado oro por la Recording Industry Association of America. A partir de agosto de 2009, el álbum ha vendido 570.000 copias en los Estados Unidos. Fue precedido por dos sencillos, «Come Back to Me» y «Say OK», los cuales tuvieron un éxito moderado en varios países. Ambos sencillos recibieron promoción en Disney Channel, y los videos musicales de ambos se estrenaron en el canal.

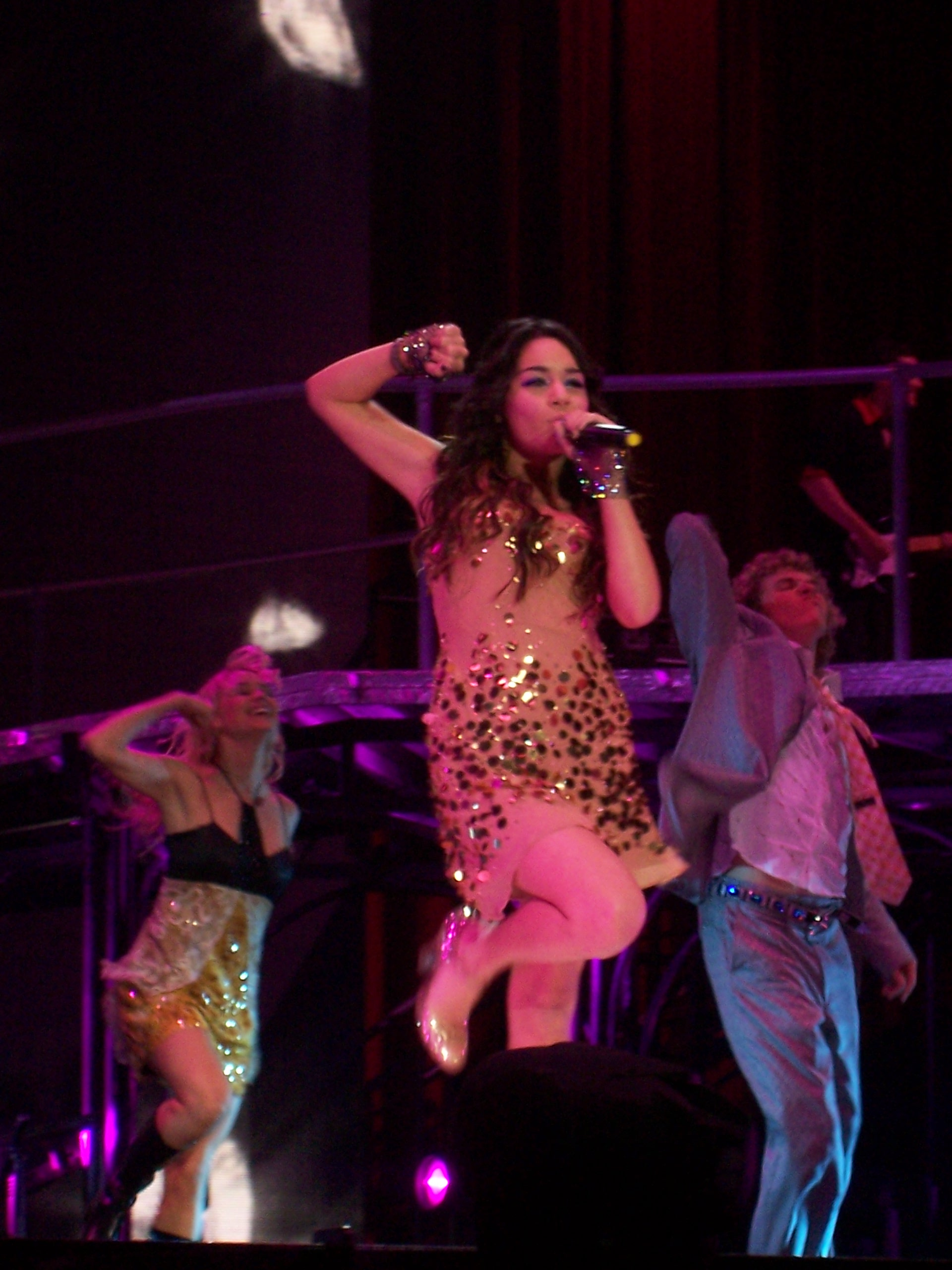
Hudgens durante un concierto en enero de 2007.

En 2007, Hudgens repitió su papel de Gabriella en High School Musical 2, estrenada el 17 de agosto. El estreno fue visto por más de 17,2 millones de espectadores en los Estados Unidos, casi 10 millones más que su predecesor, lo que lo convierte en el original de Disney Channel más vista de todos los tiempos. Disney Channel transmitió un programa semanal llamado Road to High School Musical 2, que comenzó el 8 de junio y condujo al estreno de High School Musical 2 en agosto. El programa ofreció a los espectadores una mirada detrás de escena de la producción de la película. El estreno mundial del número de apertura «What Time Is It?» fue en Radio Disney el 25 de mayo de 2007, y de manera similar, «You Are the Music in Me» se estrenó el 13 de julio de 2007. En general, la película fue bien recibida por la crítica. Robert Bianco, de USA Today, otorgó a la película tres estrellas de cuatro, afirmando que High School Musical 2 era «dulce, inteligente, rebosante de talento y energía, e inundada de inocencia». Si bien los críticos disfrutaron de la película, notaron que el momento de su estreno parecía extraño, ya que se estrenó justo cuando la escuela estaba a punto de reanudarse nuevamente, mientras que la trama de la película involucraba a la pandilla yendo de vacaciones de verano.
Su segundo álbum de estudio, Identified, fue lanzado el 1 de julio de 2008. Vendió 22 000 copias en su primera semana, 12 000 menos que V. A pesar de la caída en las ventas, el álbum debutó en el número 23 en el Billboard 200, un lugar por encima de V. El álbum fue precedido por un sencillo, «Sneakernight», que alcanzó el puesto 88 en el Billboard Hot 100. Tras el fracaso comercial del álbum, Hudgens se separó de Hollywood Records. Hudgens volvió a retomar su papel en High School Musical 3: Senior Year, la primera película de la franquicia que se estrenó en cines. Abrió en el número uno en la taquilla de Norteamérica en octubre de 2008, ganando $42 millones en su primer fin de semana, lo que rompió el récord que anteriormente tenía Mamma Mia! para la mayor apertura de un musical. La película terminó con 252 millones de dólares en todo el mundo, lo que superó las expectativas de Disney. Hudgens recibió el premio a «Actriz favorita de cine» en los Nickelodeon Kids' Choice Awards en 2009.

### 2009-2017: Cine y televisión convencionales

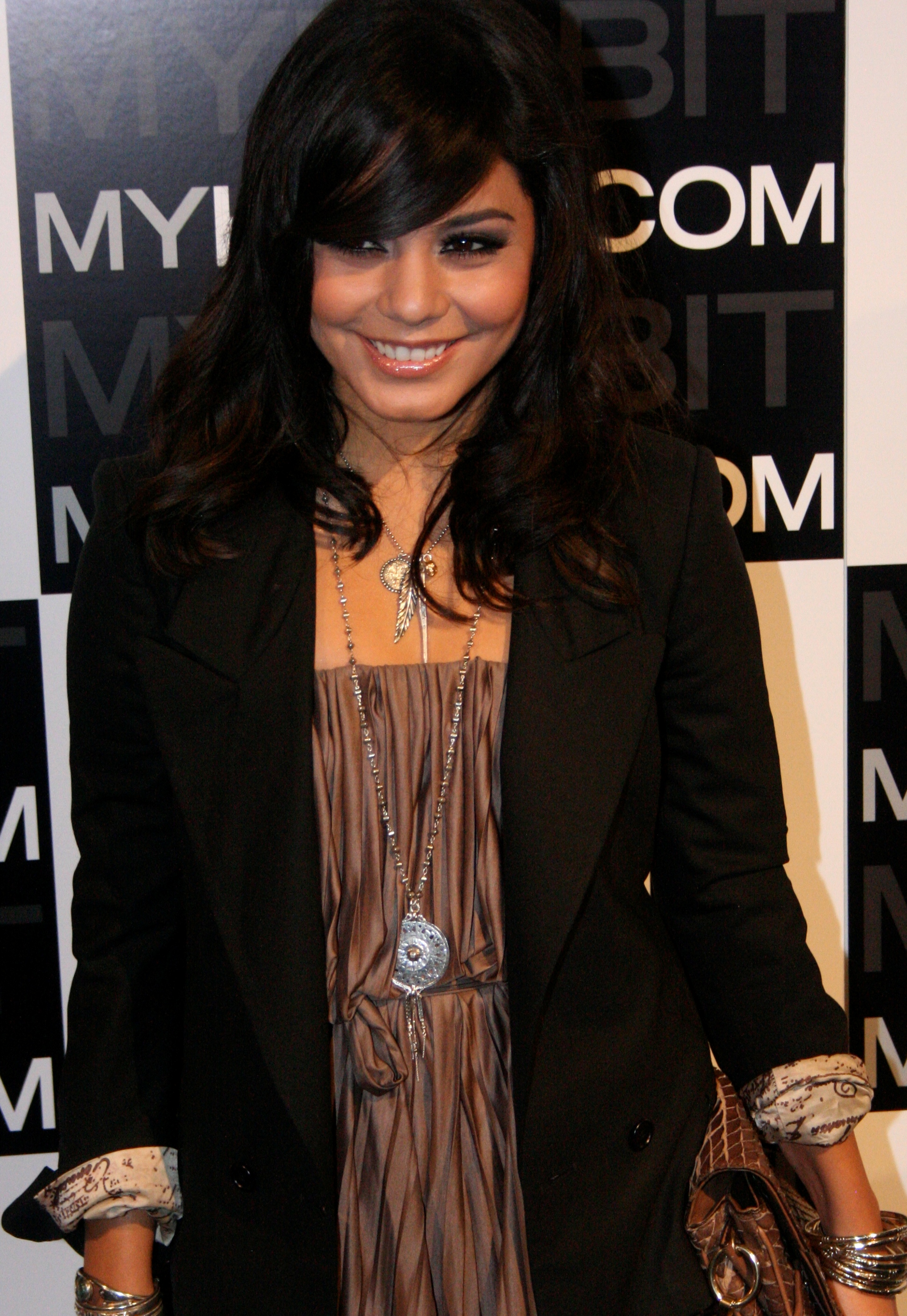
Hudgens en el lanzamiento de MyHabit en Skylight West Studios en mayo de 2011.

Tras la finalización de la serie High School Musical, Hudgens confirmó que se estaba tomando un descanso de su carrera musical para centrarse más en la actuación. Interpretó un papel secundario en la comedia musical Bandslam, que se estrenó en cines el 14 de agosto de 2009. Hudgens interpreta a «Sa5m», una estudiante de primer año torpe de 15 años con talentos sin explotar. Aunque Bandslam no tuvo éxito comercial, la actuación de Hudgens recibió elogios de la crítica. David Waddington, del North Wales Pioneer, señaló que Hudgens «eclipsa al resto del elenco, no logra encajar en la narrativa marginada y hace que el inevitable final culminante sea aún más esperado», y Philip French de The Guardian comparó su actuación a Thandie Newton y Dorothy Parker.
En 2010, Hudgens regresó a las producciones teatrales y protagonizó el musical Rent como Mimi. La producción teatral se llevó a cabo del 6 al 8 de agosto de 2010 en el Hollywood Bowl. Su participación en la producción generó comentarios negativos, pero el director Neil Patrick Harris defendió su decisión de elegir a Hudgens diciendo: «Vanessa [Hudgens] es increíble. Es una amiga. Le pedí que viniera y cantara para asegurarme de que tenía las habilidades para eso. Y ella estaba muy comprometida y parecía genial».
En 2011, Hudgens protagonizó junto a Alex Pettyfer la película Beastly, basada en la novela de 2007 de Alex Flinn. Interpretó a uno de los personajes principales, Linda Taylor, y la describió como «la 'belleza' de la historia, pero no la belleza estereotipada en la que todos piensan». Hudgens y Pettyfer fueron reconocidos como ShoWest Stars of Tomorrow. Beastly fue lanzado el 4 de marzo de 2011, con críticas en su mayoría negativas. Ocupó el puesto 45 en las «50 películas más grandes de 2010» previstas por The Times. La película se proyectó en ShoWest y atrajo reacciones entusiastas de la multitud de funcionarios de la exhibición durante el almuerzo. La película recaudó 28 millones de dólares en todo el mundo a partir de 2012. Hudgens también interpretó a una de las cinco protagonistas femeninas de la película de acción Sucker Punch, dirigida por Zack Snyder. Interpretó a Blondie, una niña institucionalizada en un manicomio. La película se estrenó en marzo de 2011, y recaudó $19 millones en su primer fin de semana en la taquilla de Norteamérica, abriendo en el número dos. Al final de su carrera, Sucker Punch totalizó $89 millones en todo el mundo. Aunque se ridiculizó el contenido de la película, recibió cierto reconocimiento por los efectos visuales de las secuencias de fantasía. Sucker Punch recibió una nominación en los Scream Awards de 2011 a Mejor F/X, y su trabajo de acrobacias fue nominado para un Premio Taurus.

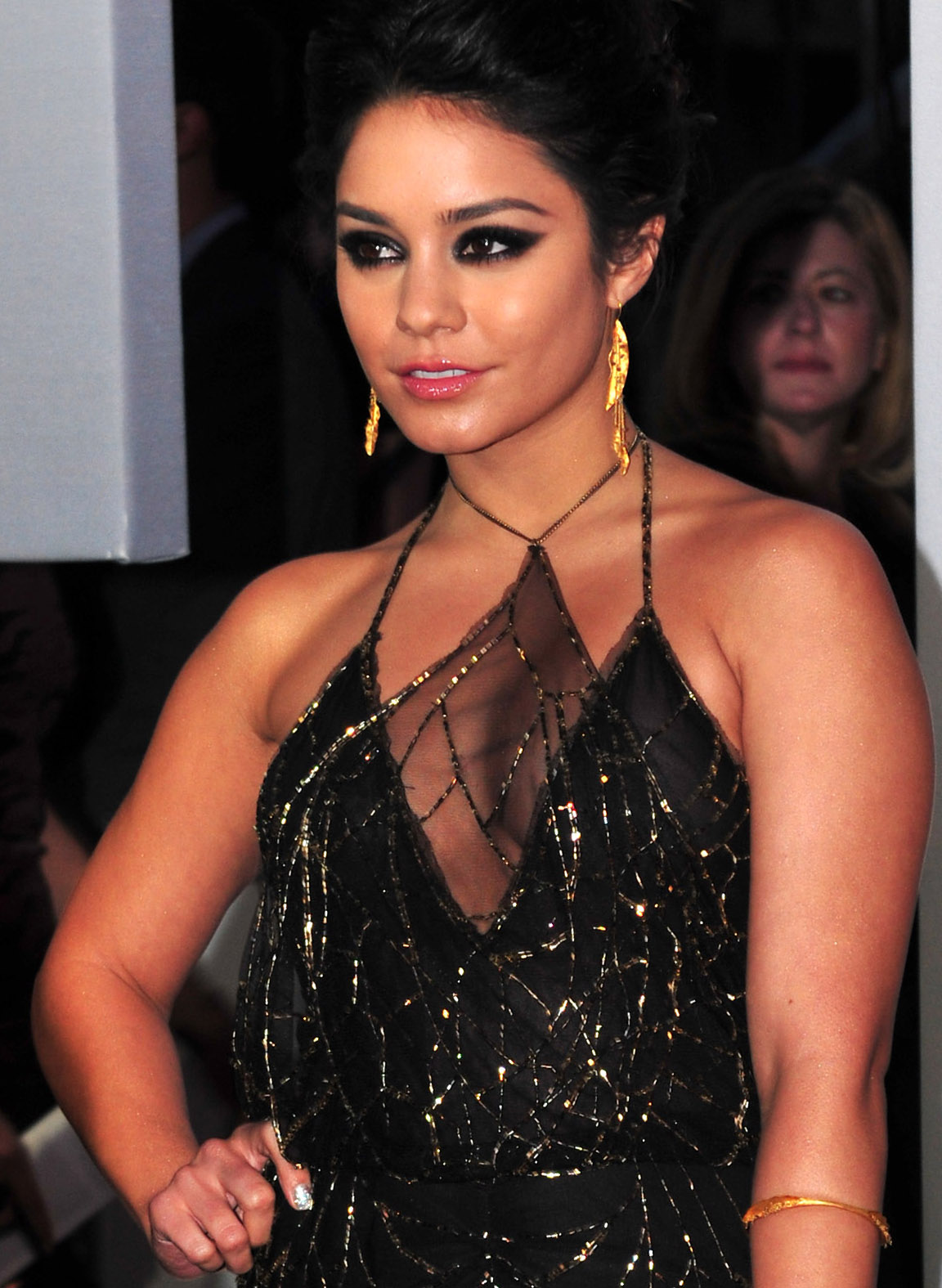
Hudgens en los People's Choice Awards en 2012.

En 2012, Hudgens protagonizó junto a Dwayne Johnson y Josh Hutcherson la película de ciencia, fantasía, acción y aventuras Journey 2: The Mysterious Island (2012), la secuela de la película de 2008 Journey to the Center of the Earth, interpretando al interés amoroso de Hutcherson. La película ganó $325 millones en todo el mundo durante su presentación en cines, que superó a su predecesora. Recibió críticas generalmente mixtas a negativas de los críticos. El consenso de Rotten Tomatoes es: «Agresivamente poco ambicioso, Journey 2 podría emocionar a los espectadores adolescentes, pero la mayoría de los demás lo encontrarán demasiado intenso para el público joven y demasiado aburrido para los adultos».
En 2013, Hudgens protagonizó junto a Selena Gomez, Ashley Benson, Rachel Korine y James Franco la película Spring Breakers. La historia sigue a cuatro chicas en edad universitaria que deciden robar un restaurante de comida rápida para pagar sus vacaciones de primavera. Se estrenó en cines en marzo de 2013, recibiendo críticas generalmente positivas. La película presentaba temas maduros como el consumo de drogas, la violencia y las escapadas sexuales. Más tarde, Hudgens expresó su incomodidad con una escena de sexo: «Fue muy estresante para mí. Le dije a mi agente que no quería volver a hacerlo nunca más». Más tarde ese año, Hudgens interpretó a Cindy Paulson en The Frozen Ground, una película basada en el caso de Robert Hansen en la que ella interpreta a su única víctima que escapó. Coprotagonizó junto a John Cusack y Nicolas Cage. También protagonizó la película de acción Machete Kills, basada en el personaje homónimo del mismo nombre de la franquicia Spy Kids. La película fue dirigida por Robert Rodriguez. A finales de año, Hudgens protagonizó junto a Michael Shannon, Joel Marsh Garland, Dree Hemingway y Nick Lashaway el cortometraje de comedia dramática de Spike Jonze, Choose You. El elenco interpretó la película en vivo como una parodia en los primeros YouTube Music Awards, con la música de Avicii.
En 2014, Hudgens interpretó a una adolescente fugitiva embarazada en la película dramática Gimme Shelter con Brendan Fraser, escrita y dirigida por Ron Krauss.
En 2015, Hudgens protagonizó la película de terror y comedia Freaks of Nature de Columbia Pictures. Ese mismo año, asumió el papel principal en una producción de Gigi de Alan Jay Lerner y Frederick Loewe, que se estrenó en el Kennedy Center del 16 de enero al 12 de febrero, antes de trasladarse a Broadway el 8 de abril. La producción cerró el 21 de junio.
El 31 de enero de 2016, Hudgens interpretó el papel de Rizzo en Grease: Live, la transmisión en vivo de Fox basada en el musical original de Broadway. Hudgens dedicó su actuación a su padre, quien murió de cáncer un día antes de que se emitiera el especial.
En 2017, Hudgens interpretó a Emily Locke en la serie de comedia de NBC Powerless, basada en personajes de DC Comics. Fue cancelado después de una temporada. Fue anfitriona de los Billboard Music Awards del 2017 con el rapero Ludacris, que se estrenó el 21 de mayo. Hudgens también se desempeñó como juez permanente junto a Nigel Lythgoe y Mary Murphy en la decimocuarta temporada del programa de telerrealidad estadounidense So You Think You Can Dance.

### 2018-presente: Acuerdo con Netflix e incursión en la producción cinematográfica
En 2018, Hudgens protagonizó la película de comedia romántica Dog Days, junto a Finn Wolfhard y Nina Dobrev. Colaboró con el dúo de música dance electrónica Phantoms en el sencillo «Lay With Me», lanzado en septiembre de 2018. Protagonizó la película de Netflix The Princess Switch en noviembre de 2018, en la que interpretó tanto a una duquesa europea como a un pastelero de Chicago, quienes cambian temporalmente de roles. En diciembre de 2018, coprotagonizó junto a Jennifer Lopez la película de comedia Second Act, dirigida por Peter Segal. Hudgens regresó para la decimoquinta temporada de So You Think You Can Dance, como parte del panel de jueces permanentes. El mismo año, ensayó el papel de Vanessa Morales en una producción del Kennedy Center del musical original In the Heights de Lin-Manuel Miranda.
En enero de 2019, Hudgens protagonizó otra presentación musical en vivo de Fox, Rent: Live, como Maureen Johnson. Hudgens también coprotagonizó con Mads Mikkelsen la adaptación cinematográfica de Netflix de la novela gráfica Polar: Came From the Cold de Víctor Santos de 2013. En noviembre de 2019, protagonizó y se desempeñó como productora de la película de Netflix The Knight Before Christmas.
En 2020, Hudgens apareció en la tercera entrega de la franquicia Bad Boys, Bad Boys for Life, que recaudó más de $426 millones en todo el mundo. En noviembre de ese año, protagonizó y produjo la secuela de la película de Netflix The Princess Switch, The Princess Switch: Switched Again, interpretando un tercer papel adicional. A finales de año, Hudgens presentó el especial de televisión MTV Movie & TV Awards: Greatest of All Time, que destacó los mejores momentos del cine y la televisión desde la década de 1980, así como momentos de ediciones anteriores de la ceremonia de premiación.

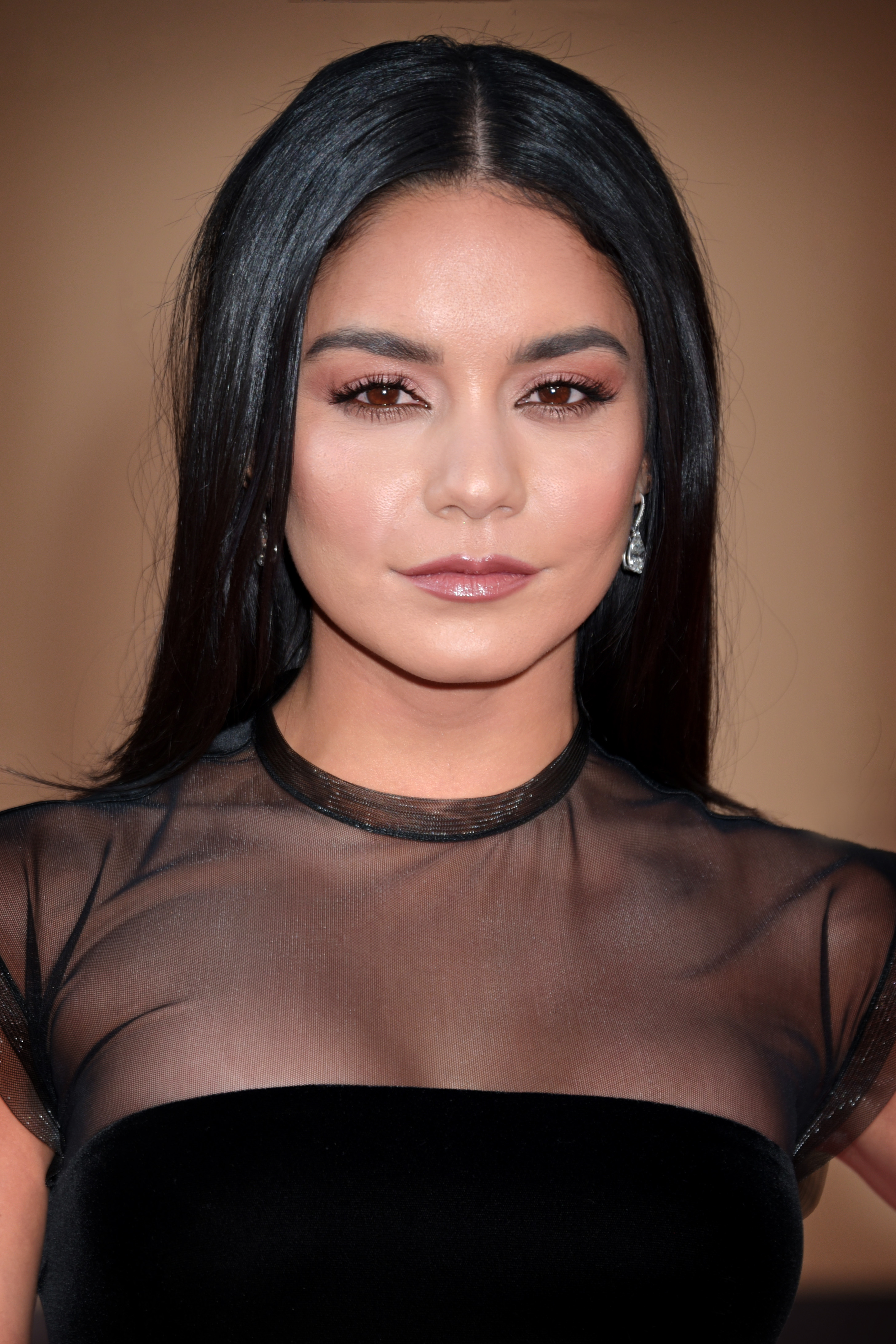
Hudgens en Hollywood en julio de 2019.

En 2021, prestó su voz al personaje principal, Sunny Starscout, en la película animada de Netflix My Little Pony: A New Generation. En noviembre de 2021, Hudgens apareció en la adaptación cinematográfica biográfica de Netflix del musical Tick, Tick... Boom!, como la amiga del dramaturgo Jonathan Larson, Karessa Johnson, dirigida por Lin-Manuel Miranda. Más tarde ese mes, apareció en la tercera entrega de la serie de películas The Princess Switch de Netflix, The Princess Switch 3: Romancing the Star, dirigida por Mike Rohl. Hudgens repitió sus tres papeles de la segunda entrega y también se desempeñó como productora.
En 2022, Hudgens actuó junto a Alexandra Shipp, Kiersey Clemons y Ezra Miller en la película de acción y suspenso de Paramount Pictures, Asking for It. La película se estrenó en cines, digitalmente y en Blu-ray el 4 de marzo. Más tarde ese mes, copresentó el espectáculo previo a la alfombra roja de la 94.ª edición de los Premios Óscar con Terrence J, Sofia Carson y Brandon Maxwell. En mayo de 2022, Hudgens coorganizó la transmisión en vivo de la alfombra roja de la Met Gala para Vogue con la actriz y personalidad de televisión La La Anthony, y el editor general de la revista, Hamish Bowles. En junio de 2022, fue coanfitriona de la 30.ª edición de los MTV Movie & TV Awards con Tayshia Adams, con Hudgens como anfitriona de la primera mitad de la ceremonia para cine y televisión con guion.

#### Próximos proyectos
Hudgens interpretará al personaje de Willow en la serie de estilo anime en 3D de Netflix Army of the Dead: Lost Vegas, que servirá como precuela de la película de atracos de zombis de 2021 Army of the Dead. Se está volviendo a formar equipo con el director y productor ejecutivo Zack Snyder para la serie, después de que trabajaran juntos anteriormente en Sucker Punch. Se informa que la serie se estrenará en algún momento de 2022.
Hudgens protagonizará la película Downtown Owl de Hamish Linklater y Lily Rabe, junto a Rabe, Ed Harris, Finn Wittrock, Jack Dylan Grazer y August Blanco Rosenstein. Es una adaptación de la novela homónima de Chuck Klosterman de 2008 y está siendo producida por el sello de producción Stage 6 Films de Sony Pictures. La fotografía principal comenzó en Saint Paul, Minnesota, en abril de 2022.
Hudgens también firmó para liderar y producir ejecutivamente la película dramática de aventuras de camioneros Big Rig. La fotografía principal está programada para comenzar más adelante en 2022.

## Vida personal

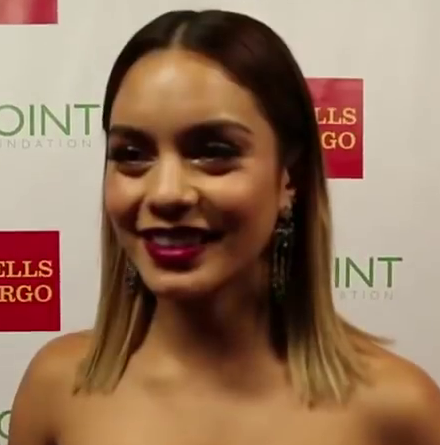
Vanesse Hudgens en 2014.

Hudgens estuvo en una relación con su coprotagonista de High School Musical, Zac Efron de 2005 a 2010, y con el actor Austin Butler de septiembre de 2011 a enero de 2020. En 2021, Hudgens confirmó a través de Instagram que estaba en una relación con el campocorto de las Grandes Ligas de Béisbol, Cole Tucker, desde diciembre de 2020. En noviembre de 2022 se comprometieron, de acuerdo a diversos medios. Se casaron en diciembre de 2023 en Tulum, México. En marzo de 2024 anunció su embarazo. Hudgens se crio como católica, pero ahora se identifica como cristiana sin denominación. Asiste a la iglesia afiliada de Los Ángeles de Hillsong Church.En julio de 2024 se anunció que Hudgens y Tucker se habían convertido en padres por primera vez. Un año después, el 12 de julio de 2025 anunció su segundo embarazo.
En mayo de 2016, Hudgens pagó $1000 en restitución por daños a la propiedad del Servicio Forestal de los Estados Unidos tallando las iniciales dentro de un corazón en una roca en el Bosque Nacional Coconino y mostrándolas en su cuenta personal de Instagram.
En marzo de 2020, Hudgens publicó un video de Instagram en el que afirmó que es «inevitable» que la gente muera a causa de la pandemia de COVID-19. El video causó controversia ya que los críticos la acusaron de minimizar el impacto de la enfermedad y la necesidad de medidas preventivas. Posteriormente, se disculpó por sus comentarios «insensibles».

### Fotos filtradas
El 6 de septiembre de 2007, las fotos supuestamente robadas de Hudgens se filtraron en línea, una la mostraba posando en lencería y otra desnuda. Un comunicado de su publicista dijo que la foto fue tomada en privado y que lamentablemente se publicaron en Internet. Hudgens luego se disculpó y dijo que estaba «avergonzada por la situación» y que lamentaba haber «tomado [esas] fotos». En enero de 2008, Hudgens emitió un comunicado en el que indicaba que se negaba a comentar más sobre el tema. En octubre de 2007, OK! La revista especuló que Hudgens sería eliminada de High School Musical 3 como resultado de las imágenes explícitas, pero The Walt Disney Company lo negó y afirmó: «Vanessa se disculpó por lo que obviamente fue un error de juicio. Esperamos que haya aprendido una valiosa lección».
En agosto de 2009, apareció en Internet otro conjunto de imágenes que mostraban a Hudgens en topless. Los representantes de Hudgens no hicieron comentarios, aunque sus abogados solicitaron la eliminación de las fotografías. A finales de 2009, Hudgens demandó a www.moejackson.com por publicar «autorretratos fotográficos» desnudos de ella tomados con un teléfono móvil en una casa privada. Hudgens comentó más tarde sobre el impacto de las fotos en su carrera en la edición de octubre de Allure, afirmando: «Cada vez que alguien me pregunta si haría desnudos en una película, si digo que es algo con lo que no me siento cómoda, están como, 'Mierda, ya lo has hecho'. En todo caso, lo hace más vergonzoso, porque eso era algo privado. Está jodido que alguien me jodiera así. Al menos algunas personas están aprendiendo de mi error».  Según Us Weekly, se publicaron imágenes de desnudos adicionales publicado en Internet el 15 de marzo de 2011.

## Imagen pública

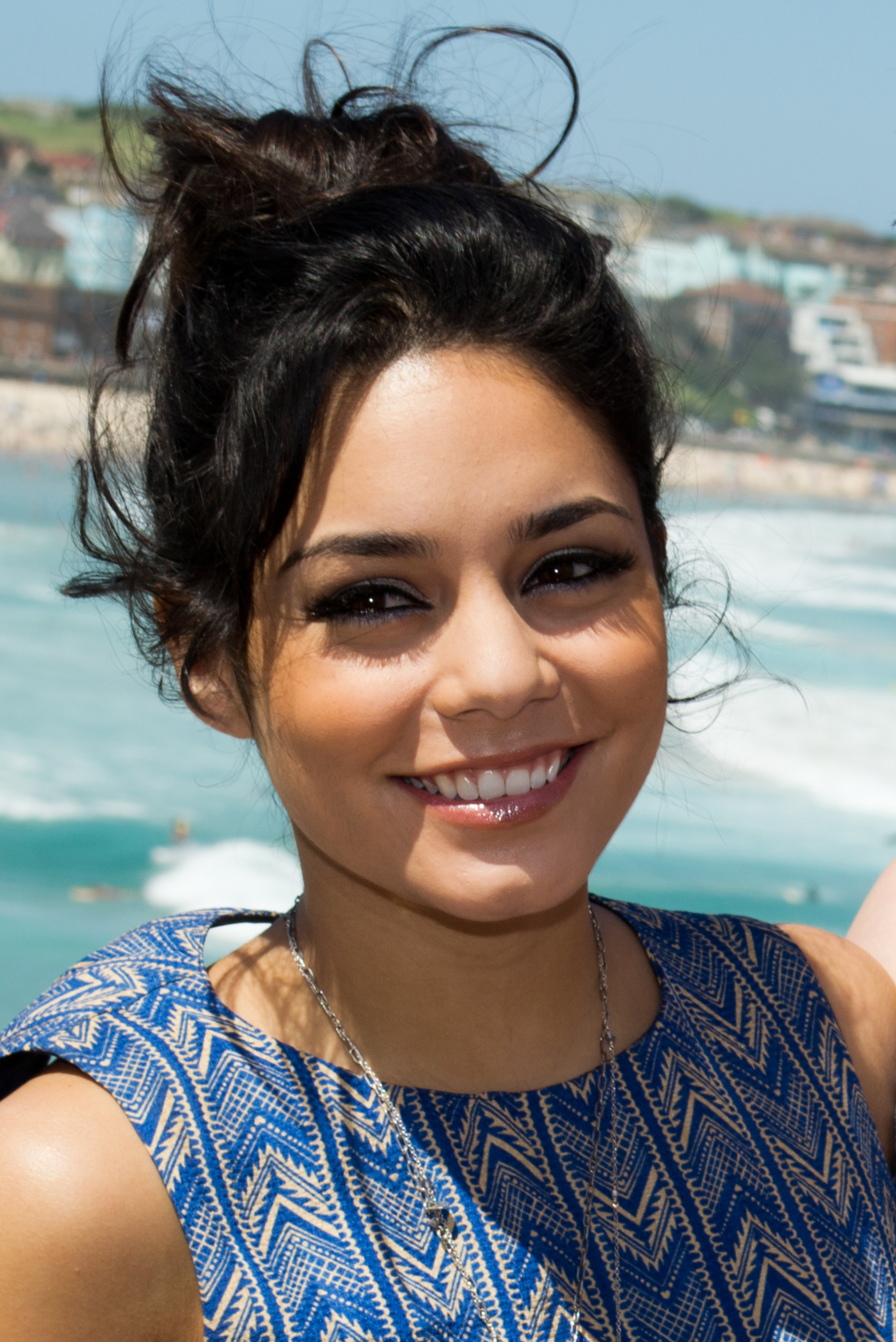
Hudgens en Bondi Beach, Sídney en enero de 2012.

Hudgens estuvo representado por William Morris Agency pero firmó con Creative Artists Agency en 2011. En 2006, las ganancias de Hudgens se estimaron en 2 millones de dólares. Hudgens fue incluida en la lista de los más ricos de Forbes a principios de 2007, y el artículo de Forbes señaló que fue incluida en las estrellas con mayores ingresos de Young Hollywood. El 12 de diciembre de 2008, Hudgens ocupó el puesto número 20 en la lista de «personas con mayores ingresos menores de 30 años» de Forbes, y había informado que tenía ganancias estimadas de $3 millones en 2008. Fue la número 62 en las 100 mujeres más sexys de FHM en 2008 y la número 42 en la lista de 2009. Hudgens también aparece en las listas de Maxim. Fue incluida en las listas anuales de People de las «100 personas más bellas" de 2008 y 2009.
Hudgens promueve Neutrogena y fue la celebridad destacada de 2008 para la campaña de regreso a la escuela de Sears. En 2007, se convirtió en portavoz de los productos de Marc Eckō, pero rescindió el contrato después de dos años. Hudgens se ofrece regularmente como voluntaria para actividades benéficas, incluidas las de Best Buddies International, Lollipop Theatre Network, St. Jude Children's Research Hospital y VH1 Save The Music Foundation. Hudgens también aparece en el disco A Very Special Christmas Vol.7 que beneficia a las Olimpiadas Especiales. Hudgens también es parte de «Stand Up to Cancer (SU2C): Change The Odds» junto con otras estrellas de Hollywood como Zac Efron, Dakota Fanning, Kristen Bell, y otros.
Brian Schall demandó a Hudgens en 2007 por un supuesto «incumplimiento de contrato»; según la demanda, Schall afirma que adelantó costos y gastos en nombre de Hudgens para su carrera como compositora y discográfica. Schall afirma que Hudgens le debía $150,000 después de ayudarla a ganar más de $5 millones para su carrera musical. Hudgens argumentó que ella era una menor de 16 años cuando firmó el contrato en octubre de 2005 y, por lo tanto, era demasiado joven para hacerlo. Posteriormente, lo rechazó el 9 de octubre de 2008. Los documentos presentados ante el tribunal por su abogado dicen que el Código de Familia de California «establece que el contrato de un menor es anulable y puede ser revocado antes (de los 18 años) o dentro de un tiempo razonable después». En 2008, Hudgens fue demandado por Johnny Vieira, quien afirma que se le debía una parte de los anticipos, regalías e ingresos por comercialización de Hudgens a cambio de sus servicios de gestión. Vieira acusa a Hudgens de abandonar su equipo de talentos tan pronto como se convirtió en un nombre comercial. A principios de mayo de 2009, el caso fue resuelto.
Hudgens es un asistente frecuente del Festival de Música y Artes de Coachella Valley. Ha sido llamada extraoficialmente la «Reina de Coachella». Es conocida por su estilo de moda boho-chic, y ocasionalmente también va descalza en el festival.

## Filmografía

### Películas
| Películas | Películas                                 | Películas                                     | Películas                                              |
| Año       | Título                                    | Personaje                                     | Notas                                                  |
| --------- | ----------------------------------------- | --------------------------------------------- | ------------------------------------------------------ |
| 2003      | Thirteen                                  | Noel                                          | Papel principal                                        |
| 2004      | Thunderbirds                              | Tintin                                        | Papel principal                                        |
| 2006      | High School Musical                       | Gabriella Montez                              | Película de televisión                                 |
| 2007      | High School Musical 2                     | Gabriella Montez                              | Película de televisión                                 |
| 2008      | High School Musical 3: Senior Year        | Gabriella Montez                              | Papel principal                                        |
| 2009      | School Rock Band                          | Sa5m                                          | Papel principal                                        |
| 2011      | Beastly                                   | Lindy Taylor                                  | Papel principal                                        |
| 2011      | Sucker Punch                              | Blondie                                       | Papel principal                                        |
| 2012      | Journey 2: The Mysterious Island          | Kailani                                       | Papel principal                                        |
| 2012      | Spring Breakers                           | Candy                                         | Papel principal                                        |
| 2013      | The Frozen Ground                         | Cindy Paulson                                 | Papel principal                                        |
| 2013      | The Great Migration                       | Janis                                         | Papel de voz                                           |
| 2013      | Machete Kills                             | Cereza Desdemona                              | Papel secundario                                       |
| 2013      | Choose You                                | Vanessa                                       | Cortometraje                                           |
| 2013      | Gimme Shelter                             | Agnes «Apple» Bailey                          | Papel Principal                                        |
| 2015      | Freaks of Nature                          | Lolerei Jones                                 | Papel secundario                                       |
| 2016      | Grease: Live                              | Betty Rizzo                                   | Película de televisión                                 |
| 2018      | Dog Days                                  | Tara                                          | Papel secundario                                       |
| 2018      | Jefa por accidente                        | Zoe Clark                                     | Papel secundario                                       |
| 2018      | The Princess Switch                       | Stacy DeNovo/ Margaret Delacourt              | Papel principal, película de TV Netflix                |
| 2019      | Polar                                     | Camille                                       | Papel principal                                        |
| 2019      | The Knight Before Christmas               | Brooke                                        | Papel principal, película de TV Netflix                |
| 2020      | Bad Boys for Life                         | Kelly                                         | Papel secundario                                       |
| 2020      | The Princess Switch: Switched Again       | Stacy DeNovo/ Margaret Delacourt / Lady Fiona | Papel principal, película de TV Netflix                |
| 2021      | My Little Pony: A New Generation          | Sunny Starscout                               | Papel principal, película animada de TV Netflix        |
| 2021      | Tick, Tick... Boom!                       | Karessa Johnson                               | Elenco principal, película de TV Netflix               |
| 2021      | The Princess Switch 3: Romancing the Star | Stacy De Novo / Lady Margaret / Fiona         | Posproducción; también productora                      |
| 2021      | Asking For It                             | Beatrice                                      | Elenco principal, película                             |
| 2022      | Entergalactic                             | Karina                                        | Elenco principal, película animada de TV Netflix (voz) |
| 2023      | Downtown Owl                              | Naomi                                         | Elenco principal, película                             |
| 2024      | “Bad Boys: Ride or Die”                   | Kelly                                         | Papel secundario                                       |
| 2024      | "La Joven Francesa"                       | Ruby Collins                                  | Papel secundario                                       |

### Series de televisión
| Televisión | Televisión                    | Televisión                                      | Televisión                                       |
| Año        | Título                        | Personaje                                       | Notas                                            |
| ---------- | ----------------------------- | ----------------------------------------------- | ------------------------------------------------ |
| 2002       | Still Standing                | Tiffany                                         | Episodio: «Still Rocking»                        |
| 2002       | Robbery Homicide Division     | Nicole                                          | Episodio: «Had»                                  |
| 2003       | The Brothers García           | Lindsay                                         | Episodio: «New Tunes»                            |
| 2005       | Keke and Jamal                | Camille                                         | Episodio piloto no emitido                       |
| 2005       | Quintuplets                   | Carmen                                          | Episodio: «The Coconut Kapow»                    |
| 2006       | Drake & Josh                  | Rebecca                                         | Episodio: «Little Sibling»                       |
| 2006       | The Suite Life of Zack & Cody | Corrie                                          | 4 episodios                                      |
| 2009       | Robot Chicken                 | Lara Lor-Van / Butterbear / Erin Esurance (voz) | Episodio: «Especially the Animal Keith Crofford» |
| 2012       | Punk'd                        | Ella misma                                      | Episodio: «Lucy Hale»                            |
| 2017       | Powerless                     | Emily Locke                                     | Elenco principal                                 |
| 2017       | Running Wild with Bear Grylls | Ella misma                                      | Episodio: «Vanessa Hudgens»                      |
| 2017       | Drop the Mic                  | Ella misma                                      | Episodio: «Vanessa Hudgens vs. Michael Bennett»  |
| 2017-2018  | So You Think You Can Dance    | Ella misma / Juez                               | temporadas 14-15                                 |
| 2018-2019  | Drunk History                 | Juana de Arco / Marge Callaghan / Mata Hari     | 2 episodios                                      |
| 2020       | The Disney Family Singalong   | Ella misma                                      | Especial de televisión                           |
| 2023       | Fright Krewe                  | Madison                                         | Invitada 1 episodio, serie animada de TV (voz)   |
| 2024       | Army of the Dead: Lost Vegas  | Willow (voz)                                    | Elenco principal                                 |

## Teatro
- Rent - Mimi Márquez (Hollywood Bowl, 2010)
- Gigi - Gigi (Broadway, 2015)
- Grease Live! - Rizzo (2016)
- In the heights - Vanessa (2018)
- Rent Live! - Maureen (2019)

## Discografía
- 2006: V
- 2008: Identified